# Humlebæk Boldklub
 Der er for få eller ingen kildehenvisninger i denne artikel, hvilket er et problem. Du kan hjælpe ved at angive troværdige kilder til de påstande, som fremføres i artiklen.

Humlebæk Boldklub er en fodboldklub beliggende på Nederste Torpenvej 6, 3050 Humlebæk. Klubben er grundlagt 7. maj 1937 og er medlem af SBU under Danmarks Idrætsforbund og Danske Gymnastik- og Idrætsforeninger.[kilde mangler]
I 1955 rykkede holdet op i mellemrækken, der svarer til nutidens serie 1 og vandt samtidig klubbens første Sjællandsmesterskab ved at slå Rørby 9-2 på hjemmebane. Året efter, i 1956 nåede holdet til 3. runde af DBU's landspokalturnering, hvor det blev til nederlag til Vorup (daværende Randers Frederiksberg).[kilde mangler] I 1958 rykkede holdet op i Sjællandsserien, hvor det blev til tre sæsoner i Sjællands bedste række, og i 1961 kom holdet på Tipskuponen for første gang i en kamp mod Glostrup, der blev tabt 1-2 på hjemmebane.[kilde mangler]
Efter nedrykningen fra Sjællandsserien blev det til ophold i lokalserierne, indtil holdet i 1984 vandt Sjællandsserien og rykkede i Danmarksserien, hvor man med en enkelt sæson i Sjællandsserien i 1988 blev indtil 1999, hvor holdet rykkede op i Kvalifikationsrækken, der var rækken under den daværende 2. Division.[kilde mangler] Det lykkedes ikke at blive divisionshold, og siden 2001 har holdet befundet sig i lokalserierne og ligger i 2020 i Serie 2.[kilde mangler]
I 1944 blev banen ved Humlebæk Skole taget i brug, i 1960 blev der monteret lysanlæg, og klubben kunne dette år gennemføre den første lyskamp under SBU. I 1961 fik man yderligere en bane ved Bjerre Strand.[kilde mangler] I 1975 flyttede klubben fra banerne ved Humlebæk Skole og Bjerre Strand til det nuværende anlæg ved Bannebjerggård, hvor man kunne tage en grusbane i brug i 1975.[kilde mangler] I 2010 blev anlægget opgraderet med Fredensborg Kommunes første kunstgræsbane.[kilde mangler]

## Håndboldafdelingen
I 1953 fik man håndbold på programmet, og denne afdeling voksede sig stor i 1960'erne, hvor man blandt andet blev vært for de store Pinsestævner med udendørs håndbold på banen ved Humlebæk Skole. Der kom i 1968 2000 deltagere til det, der var Danmarks største håndboldstævne.[kilde mangler]
En fredelig skilsmisse bevirkede, at håndboldafdelingen i 1969 skilte sig ud som selvstændig forening, Kvik Humlebæk, der senere blev til Øresund Håndbold.[kilde mangler]

## Kvindefodbold
I 1970, inspireret af Danmarks sejr ved det uofficielle VM for kvinder, lavede man en afdeling for kvindefodbold, og det blev en succes, der endte med, at man i 1981 rykkede op i serie 1 med det bedste hold, og gennem årene er det lykkedes at holde fast i kvindefodbolden med få afbrydelser.[kilde mangler]

## Store oplevelser
I 1982 spillede Humlebæk, forstærket med Allan Simonsen, Preben Elkjær, Lars Bastrup og Carsten Nielsen opvisningskamp mod KB i en kamp, der samlede 3200 tilskuere på Humlebæk Stadion, "Årets Kamp", der blev den nuværende stadionrekord.[kilde mangler]
Lørdag den 9. marts 1985 var et af de største øjeblikke i klubbens historie, da man med Preben Elkjærs hjælp indledte en uges træningslejr i Verona ved at spille opvisningskamp mod Hellas Verona, der i øvrigt endte sæsonen med at blive italienske mestre. Kampen blev afviklet som en opvisningskamp, hvor overskuddet gik til den nødlidende befolkning i Etiopien, hvor der var omfattende hungersnød det år. Der var 10.000 tilskuere til kampen, som Hellas Verona vandt 7-0.[kilde mangler]

## Ungdomsresultater
Gennem tiderne har klubbens ungdomsafdeling skabt fine resultater.[kilde mangler] Her kan nævnes et juniorhold, der nåede semifinalen i SBU's pokalturnering og tabte 3-4 til Lyngby efter omkamp.[kilde mangler] I 1978 nåede et meget talentfuldt mandskab semifinalen i DBU's talentturnering, hvor det blev til et knebent nederlag på 1-2 til Boldklubben Frem i semifinalen ved finalestævnet i Vejle, hvorefter kampen om 3. pladsen blev tabt til AGF med 4-5, så det endte med en flot 4. plads.[kilde mangler] I 1986 vandt ynglingeholdet SBU's pokalturnering ved at slå Næstved 1-0 i finalen.[kilde mangler]

## Klubbens landsholdsspillere
Af kendte fodboldspillere, der har spillet for klubben, kan nævnes de to landsholdsspillere Mads Junker og Tobias Mikkelsen, sidstnævnte dog blot for en kort stund.[kilde mangler]

## Trænere
- Karl Aage Skouborg træner 1977-1979
- Jan Sørensen træner 1985
- Niels Sørensen træner 1986-1989
- John Andersen træner 1999-2000
- Flemming Pedersen, træner 1996-1998